# Vincenc Otoničar
Vincenc Otoničar, slovenski politik, * 22. maj 1955, Postojna.
Od leta 2002 je član Državnega sveta Republike Slovenije.